# 余良樞
余良樞（1535年—1604年），字士中，號襲溪，江西南昌府奉新縣人，軍籍，明朝政治人物。

## 生平
嘉靖四十三年（1564年）甲子科江西鄉試第三十七名舉人，隆慶五年（1571年）登辛未科會試第一百四十六名，第二甲第三十四名進士。吏部觀政，初授河南信陽州知州，丁母憂歸。萬曆六年（1578年）起復鄭州知州，七年擢兵部職方司員外郎，歷武選司、車駕司郎中，萬曆十二年（1584年）任浙江杭州府知府。萬曆十六年（1588年）杭州府大疫，請靈芝寺禳祝，十七年正月升浙江按察司杭嚴道副使，乞假歸省。二十一年正月起任陝西行太僕寺少卿兼僉事，六月升陝西甘肅西寧兵備副使，二十二年调浙江副使。

## 家族
曾祖余嗣文；祖父余孔縈，贈順天府經歷；父余茂，長沙府通判。母魏氏（封孺人）。慈侍下。兄余良能（序班）、余良楨（同科進士）、余良士，弟余良登。